# Encaste Juan Pedro Domecq
El encaste Juan Pedro Domecq es un tipo de encaste procedente de la casta Vistahermosa. Por sus particularidades genéticas, registradas por el Ministerio del Interior de España, figura dentro del Libro Genealógico de la Raza Bovina de Lidia, dependiente del Ministerio de Agricultura.
Debe su nombre a Juan Pedro Domecq y Díez, hijo mayor del bodeguero jerezano Juan Pedro Domecq y Núñez de Villavicencio, que comenzó junto a sus hermanos tras el fallecimiento de su padre en 1937, el forjamiento de un nuevo tipo de toro con reses del Conde de la Corte y Mora-Figueroa, formando de esta manera el encaste Juan Pedro Domecq.

## Historia del encaste Domecq
El origen del encaste Domecq puede situarse en el año 1930, cuando el bodeguero Juan Pedro Domecq y Núñez de Villavicencio compra la mítica ganadería Vazqueña del Duque de Veragua; la incrementará más tarde con eralas y sementales del Conde de la Corte.
Tras la muerte de Juan Pedro Domecq en 1937, es sucedido por sus cuatro hijos, quedando el hijo mayor Juan Pedro Domecq y Díez al frente del hierro. Ramón Mora-Figueroa, hijo de la marquesa de Tamarón, convence a los hermanos Domecq para que forjen un nuevo encaste eliminando todo el ganado Vázquez-Veragua adquirido en 1930 y añadiendo reses de su hierro de Tamarón y del Conde de la Corte. Juan Pedro Domecq y Díez vende todo el ganado puro de Veragua y la mayor parte del cruce Conde de la Corte a José Enrique Calderón (actual ganadería de Prieto de la Cal), quedándose únicamente con un pequeño reducto de vacas. En 1939 adquiere más hembras del Conde de la Corte y en 1940 compra parte de la ganadería de Ramón-Mora Figueroa. El resultado fue el forjamiento del actual encaste Juan Pedro Domecq, que es la unión del Conde de la Corte y Mora-Figueroa (a su vez unión del Conde de la Corte con García Pedrajas) con pequeños reductos de Vázquez-Veragua.

## Líneas del encaste

### Línea Marqués de Domecq
El creador de esta línea sería Pedro Domecq Rivero, II Marqués de Casa Domecq en 1951 cuando compró la ya conocida ganadería de Jaime y Ramón Mora-Figueroa (García Pedrajas y Conde de la Corte). Con las reses compradas, le introdujo también ese mismo año de 1951 un importante lote de reses de la ganadería de sus primos, los hermanos Domecq y Díez; de esta forma consiguió crear la línea Marqués de Domecq, llegando a consolidarse casi como un encaste propio y dando lugar a diversas ganaderías destacadas del panorama taurino español.

### Línea Osborne
El creador de esta línea fue el bodeguero portuense José Luis Osborne Vázquez cuando en 1952 adquirió la vacada que había pertenecido a Pedro Domecq y Díez, hermano de Juan Pedro, Álvaro y Salvador, una de las partes de la ganadería de Hijos de Juan Pedro Domecq. En sus toros la presencia de lo veragüeño es manifiesta, sobre todo en el aspecto externo con capas tan peculiares y exclusivas, los “toros blancos”. Pedro Domecq la vendió en 1946 al jerezano Luis de la Calle, este en 1948 a Antonio Jiménez Jiménez y de éste pasó en 1952 a José Luis Osborne, creando la actual línea homónima.

### Línea Salvador Domecq
Salvador Domecq y Díez creó esta línea cuando en 1968 se separó de sus hermanos Pedro y Juan Pedro y, con la tercera parte de la ganadería familiar, creó la suya propia que en principio lidió como Toros de Salvador Domecq, pero que desde 1970 se denominó TOROS DE EL TORERO.
Las características de esta línea son similares a las genéricas del Encaste, pero Salvador Domecq tenía su personalidad y buscó un toro algo más encastado y algo más grande del original, presentando un tipo de toro más homogéneo y con mucha más nobleza y fijeza. Dada la calidad de los toros de Salvador, de su ganadería han derivado muchas otras destacadas del panorama taurino español.

### Línea Juan Pedro Domecq y Díez
Antes de su muerte en 1975, el hijo mayor de D. Juan Pedro Domecq y Núñez de Villavicencio, Juan Pedro Domecq y Díez, había realizado varias ventas de ganado y algunas de ellas fructificaron en ganaderías notables que dieron origen a lo que podía considerarse como una nueva línea: Juan Pedro Domecq y Díez. De estas ventas surgirán varias ganaderías destacadas, como Los Guateles, María Antonia Fonseca, Antonio Arribas Sancho, Luis Algarra o Hermanos Sampedro.

### Línea Jandilla
En torno al año 1978, los hermanos Fernando y Borja Domecq Solís-Beaumont crearon la ganadería de Jandilla con las nueve décimas partes sobrantes de la ganadería de su padre Juan Pedro Domecq y Díez, correspondiendo el resto a su hermano Juan Pedro Domecq Solís-Beaumont.
Con el tiempo, Fernando y Borja Domecq fueron forjando un tipo de toro con unas peculiaridades que hicieron aparecer una nueva línea dentro del encaste Domecq; de la línea de Jandilla aparecerán diversas ganaderías, como Zalduendo, Daniel Ruiz, Fuente Ymbro y El Parralejo, entre otras.

### Línea Juan Pedro Domecq Solís
La historia de esta línea comienza en 1978, el mismo año que se forma la línea de Jandilla. Juan Pedro Domecq Solís-Beaumont se llevó el hierro original de Veragua y una décima parte del ganado, y empezó a lidiar con su nombre.
Después de unos años de diversos ajustes, comenzó a aparecer un toro más noble y toreable, haciéndose más fácil de esta manera en la muleta.

## Características
Según el Ministerio del Interior de España, los toros de este encaste presentan unas características zootécnicas que recoge como propias:
- Toros elipométricos y eumétricos, más bien brevilíneos con perfiles rectos o subconvexos, con una línea dorso-lumbar recta o ligeramente ensillada; y la grupa, con frecuencia, angulosa y poco desarrollada y las extremidades cortas, sobre todo las manos, de radios óseos finos.
- Bajos de agujas, finos de piel y de proporciones armónicas, bien encornados, con desarrollo medio, y astifinos, pudiendo presentar encornaduras en gancho. El cuello es largo y descolgado, el morrillo bien desarrollado y la papada tiene un grado de desarrollo discreto.
- Sus pintas son negras, coloradas, castañas, tostadas y, ocasionalmente, jaboneras y ensabanadas, estas últimas por influencia de la casta Vazqueña. Entre los accidentales destaca la presencia del listón, chorreado, jirón, salpicado, burraco, gargantillo, ojo de perdiz, bociblanco y albardado, entre otros. Además, estos toros tienen procedencia de la línea Osborne, dentro del encaste Domecq, por lo que es habitual encontrar: pintas ensabanadas, con accidentales característicos como el mosqueado, botinero, bocinegro, etc.

## Ganaderías criadoras del encaste
En la actualidad, el encaste Juan Pedro Domecq es el predominante dentro del panorama taurino español, abarcando casi la totalidad de la camada brava; se destacan aquí algunas ganaderías:
| Hierro y divisa | Nombre                        | Antigüedad               | Finca                                                  | Localidad                                                   | Provincia           | País     | Procedencia                                                                   | Filiación | Estado   | Ref.                        |
| --------------- | ----------------------------- | ------------------------ | ------------------------------------------------------ | ----------------------------------------------------------- | ------------------- | -------- | ----------------------------------------------------------------------------- | --------- | -------- | --------------------------- |
|                 | Albarreal                     | Sin antigüedad           | Dehesa de Juan Esteban El Campillo                     | Zufre y San Bartolomé de la Torre                           | Huelva              | España   | Marqués de Domecq                                                             | UCTL      | Activa   | [ 31 ] [ 32 ]               |
|                 | Aldeanueva                    | 7 de julio de 1985       | Cilloruelo Aldeanueva del Arenal                       | Tenebrón y Fuenteguinaldo                                   | Salamanca           | España   | Juan Pedro Domecq y Díez                                                      | UCTL      | Activa   | [ 33 ]                      |
|                 | Ana María Bohórquez           | Sin antigüedad           | El Corchadillo                                         | Jerez de la Frontera                                        | Cádiz               | España   | Santiago Domecq Bohórquez                                                     | UCTL      | Activa   | [ 34 ] [ 35 ] [ 36 ] [ 37 ] |
|                 | Ángel y Juan Antonio Sampedro | 14 de mayo de 1982       | Dehesa La Cepera                                       | El Castillo de las Guardas                                  | Sevilla             | España   | Juan Pedro Domecq y Díez                                                      | UCTL      | Activa   | [ 38 ]                      |
|                 | Ángel Luis Peña               | 15 de agosto de 1948     | La Navilla El Sacedón Las Carboneras Matachiviles      | Cerceda, Madrid y Manzanares el Real                        | Madrid              | España   | Jandilla                                                                      | UCTL      | Activa   | [ 39 ]                      |
|                 | Antonio López Gibaja          | 12 de marzo de 2000      | Los Baldíos                                            | Oliva de Plasencia                                          | Cáceres             | España   | Juan Pedro Domecq y Núñez de Villavicencio, vía Toros de El Torero            | UCTL      | Activa   | [ 40 ]                      |
|                 | Arcadio Albarrán              | 4 de mayo de 1885        | Pedro Martín Las Capellanías                           | Alconchel                                                   | Badajoz             | España   | Parladé - Juan Pedro Domecq y Díez                                            | UCTL      | Activa   | [ 41 ]                      |
|                 | Arucci                        | 25 de mayo de 1967       | Álamo                                                  | Aroche                                                      | Huelva              | España   | Urquijo, Guadalest y Jandilla                                                 | UCTL      | Activa   | [ 42 ]                      |
|                 | Buenavista                    | 13 de septiembre de 1992 | Buenavista                                             | El Castillo de las Guardas                                  | Sevilla             | España   | Juan Pedro Domecq Solís                                                       | UCTL      | Activa   | [ 43 ]                      |
|                 | Casa de los Toreros           | Sin antigüedad           | Martelilla Las Encinas                                 | Jerez de la Frontera                                        | Cádiz               | España   | Juan Pedro Domecq y Díez y Torrestrella                                       | UCTL      | Activa   | [ 44 ]                      |
|                 | Cayetano Muñoz                | 28 de septiembre de 1947 | Casablanca Doña Elvira                                 | Segura de León y Valencia del Ventoso                       | Badajoz             | España   | Juan Pedro Domecq y Díez, Torrestrella y Torrealta                            | UCTL      | Activa   | [ 45 ]                      |
|                 | Chamaco                       | 29 de septiembre de 1963 | Garruchena                                             | Hinojos                                                     | Huelva              | España   | Jandilla                                                                      | UCTL      | Activa   | [ 46 ]                      |
|                 | Conde de Mayalde              | 25 de mayo de 1960       | El Castañar                                            | Mazarambroz                                                 | Toledo              | España   | El Ventorrillo - Juan Pedro Domecq Solís y Juan Contreras                     | UCTL      | Activa   | [ 47 ]                      |
|                 | Cuevas Bajas                  | Sin antigüedad           | Los Almorchones                                        | Badajoz                                                     | Badajoz             | España   | Los Guateles                                                                  | AGRL      | Activa   |                             |
|                 | Daniel Ruiz                   | 20 de septiembre de 1914 | Cortijo del Campo                                      | Alcaraz                                                     | Albacete            | España   | Jandilla                                                                      | UCTL      | Activa   | [ 48 ]                      |
|                 | Domingo Hernández             | Sin antigüedad           | Traguntía                                              | Pozos de Hinojo                                             | Salamanca           | España   | Juan Pedro Domecq Solís por absorción                                         | UCTL      | Activa   | [ 49 ]                      |
|                 | El Freixo                     | Sin antigüedad           | El Freixo                                              | Olivenza                                                    | Badajoz             | España   | Garcigrande y Daniel Ruiz                                                     | UCTL      | Activa   | [ 50 ]                      |
|                 | El Parralejo                  | 11 de mayo de 2015       | Monte San Miguel                                       | Aracena                                                     | Huelva              | España   | Jandilla                                                                      | UCTL      | Activa   | [ 51 ]                      |
|                 | El Pilar                      | 30 de junio de 1991      | Puerto de la Calderilla La Granja del Campo de Yeltes  | Tamames y Retortillo                                        | Salamanca           | España   | Aldeanueva                                                                    | UCTL      | Activa   | [ 52 ]                      |
|                 | El Tajo                       | Sin antigüedad           | San Juan de Piedrasalbas                               | Trujillo                                                    | Cáceres             | España   | Juan Pedro Domecq y Díez y Carlos Núñez                                       | UCTL      | Activa   | [ 53 ]                      |
|                 | El Torero                     | 27 de mayo de 1970       | Las Salinas de Hortales                                | El Bosque                                                   | Cádiz               | España   | Juan Pedro Domecq y Núñez de Villavicencio                                    | UCTL      | Activa   | [ 54 ]                      |
|                 | El Torreón                    | 14 de agosto de 1966     | El Torreón Aguadelespino                               | Santa Cruz de la Sierra                                     | Cáceres             | España   | Juan Pedro Domecq y Díez                                                      | UCTL      | Activa   | [ 55 ]                      |
|                 | El Ventorrillo                | 17 de mayo de 1996       | Robledo de los Osillos                                 | Los Yébenes                                                 | Toledo              | España   | Juan Pedro Domecq Solís                                                       | UCTL      | Inactiva | [ 56 ]                      |
|                 | Esteban Isidro                | 24 de abril de 1955      | Esteban Isidro                                         | San Pedro de Rozados                                        | Salamanca           | España   | Juan Pedro Domecq y Díez                                                      | UCTL      | Activa   | [ 57 ]                      |
|                 | Fuente Ymbro                  | 17 de marzo de 2002      | Fuente Ymbro-Los Romerales                             | San José del Valle                                          | Cádiz               | España   | Jandilla                                                                      | UCTL      | Activa   | [ 58 ]                      |
|                 | Garcigrande                   | 29 de junio de 1986      | Garcigrande Juarros                                    | Alaraz y Chagarcía Medianero                                | Salamanca           | España   | Juan Pedro Domecq Solís                                                       | UCTL      | Activa   | [ 59 ]                      |
|                 | Gómez de Morales              | Sin antigüedad           | La Maza                                                | Terradillos                                                 |                     | España   | Vellosino y El Torero                                                         | UCTL      | Activa   | [ 60 ]                      |
|                 | Hnos. García Jiménez          | Sin antigüedad           | Zarzosillo de Arriba                                   | El Cabaco                                                   |                     | España   | Jandilla y Juan Pedro Domecq                                                  | UCTL      | Activa   | [ 61 ]                      |
|                 | Hnos. Martínez Pedrés         | Sin antigüedad           | Los Labraos El Mahillo                                 | Espeja                                                      |                     | España   | Aldeanueva                                                                    | UCTL      | Activa   | [ 62 ]                      |
|                 | Jandilla                      | 3 de mayo de 1951        | Don Tello                                              | Mérida                                                      | Badajoz             | España   | Juan Pedro Domecq y Díez                                                      | UCTL      | Activa   | [ 63 ]                      |
|                 | José Luis Iniesta             | Sin antigüedad           | Los Espartales Montes de Calderón                      | Valverde de Leganés                                         |                     | España   | Juan Pedro Domecq y Díez                                                      | UCTL      | Activa   | [ 64 ]                      |
|                 | José Luis Marca               | 22 de mayo de 1980       | Valdecuello Las Borrachinas                            | Olivenza y Alconchel                                        |                     | España   | Juan Pedro Domecq y Díez                                                      | UCTL      | Activa   | [ 65 ]                      |
|                 | José Vázquez                  | 5 de mayo de 1788        | Navalahuesa-El Tomillar Balcón de Madrid Cerca La Casa | Colmenar Viejo                                              | Madrid              | España   | Juan Pedro Domecq y Díez                                                      | UCTL      | Activa   | [ 66 ]                      |
|                 | Juan Pedro Domecq             | 2 de agosto de 1790      | Lo Álvaro                                              | El Castillo de las Guardas                                  | Sevilla             | España   | Juan Pedro Domecq y Díez                                                      | UCTL      | Activa   | [ 67 ]                      |
|                 | La Campana                    | 16 de junio de 1944      | La Campana                                             | Villaseco de los Reyes                                      | Salamanca           | España   | Juan Pedro Domecq Solís                                                       | UCTL      | Activa   | [ 68 ]                      |
|                 | La Palmosilla                 | 13 de mayo de 2013       | La China                                               | Tarifa                                                      | Cádiz               | España   | Osborne vía Núñez del Cuvillo                                                 | UCTL      | Activa   | [ 69 ]                      |
|                 | La Reina                      | Sin antigüedad           | San Juan de Piedrasalbas                               | Trujillo                                                    | Cáceres             | España   | Juan Pedro Domecq y Díez y Carlos Núñez                                       | UCTL      | Activa   |                             |
|                 | Lagunajanda                   | 18 de septiembre de 2016 | Jandilla El Horcajo El Manzanar                        | Vejer de la Frontera                                        | Cádiz               | España   | Toros de El Torero (Salvador Domecq y Díez)                                   | UCTL      | Activa   | [ 70 ]                      |
|                 | Las Monjas                    | 12 de octubre de 1882    | Las Monjas                                             | Lora del Río                                                | Sevilla             | España   | Juan Pedro Domecq y Díez                                                      | UCTL      | Activa   | [ 71 ]                      |
|                 | Las Ramblas                   | 24 de septiembre de 1995 | Las Ramblas Las Iniestas                               | Elche de la Sierra y Albacete                               | Albacete            | España   | Toros de El Torero                                                            | UCTL      | Activa   | [ 72 ]                      |
|                 | Los Guateles                  | 12 de agosto de 1934     | El Parral                                              | Cáceres                                                     | Cáceres             | España   | Juan Pedro Domecq y Díez                                                      | UCTL      | Activa   | [ 73 ]                      |
|                 | Luis Algarra                  | 22 de mayo de 1983       | La Capitana                                            | Almadén de la Plata                                         | Sevilla             | España   | Juan Pedro Domecq y Díez                                                      | UCTL      | Activa   | [ 74 ]                      |
|                 | Margalhos                     | 21 de mayo de 2002       | Margalhos Velhos Carapeteiros Tia Maestra              | Serpa                                                       | Beja                | Portugal | Juan Pedro Domecq y Díez                                                      | UCTL      | Activa   | [ 75 ]                      |
|                 | Marqués de Domecq             | 18 de mayo de 1966       | Martelilla                                             | Jerez de la Frontera                                        | Cádiz               | España   | Marqués de Domecq                                                             | UCTL      | Inactiva | [ 76 ] [ 77 ]               |
|                 | Miranda de Pericalvo          | 21 de junio de 1908      | Miranda de Pericalvo                                   | Galindo y Perahuy                                           | Salamanca           | España   | Juan Pedro Domecq y Díez                                                      | UCTL      | Activa   | [ 78 ]                      |
|                 | Montalvo                      | 6 de octubre de 1926     | Linejo Calzadilla del Mendigos                         | Matilla de los Caños del Río y Membribe de la Sierra        |                     | España   | Martínez (Casta Jijona) y Juan Pedro Domecq y Díez                            | UCTL      | Activa   | [ 79 ]                      |
|                 | Núñez de Tarifa               | Sin antigüedad           | Barahona                                               | Beja                                                        | Beja                | Portugal | Núñez del Cuvillo                                                             | AEGRB     | Activa   | [ 80 ]                      |
|                 | Núñez del Cuvillo             | 13 de mayo de 1991       | El Grullo El Lanchar Arenalejos                        | Vejer de la Frontera, Conil de la Frontera y Medina Sidonia | Cádiz               | España   | Osborne, Torrealta, Marqués de Domecq, Sayalero y Bandrés y Juan Pedro Domecq | AEGRB     | Activa   | [ 81 ]                      |
|                 | Olga Jiménez                  | Sin antigüedad           | Zarzosillo de Arriba                                   | El Cabaco                                                   | Salamanca           | España   | Hnos. García Jiménez                                                          | UCTL      | Activa   | [ 82 ]                      |
|                 | Osborne                       | 19 de marzo de 1959      | Puerto Acebuche Montecillo                             | El Castillo de las Guardas y El Madroño                     | Sevilla             | España   | José Luis Osborne Vázquez                                                     | UCTL      | Activa   | [ 83 ]                      |
|                 | Pedraza de Yeltes             | 30 de abril de 2010      | Pedraza de Yeltes                                      | Castraz de Yeltes                                           | Salamanca           | España   | El Pilar (Aldeanueva)                                                         | UCTL      | Activa   | [ 84 ]                      |
|                 | Peña de Francia               | Sin antigüedad           | Zarzosillo de Arriba El Pocito                         | El Cabaco y Matilla de los Caños del Río                    |                     | España   | Hnos. García Jiménez                                                          | UCTL      | Activa   | [ 85 ]                      |
|                 | Rocío de la Cámara            | 17 de junio de 1979      | Cortijo de la Sierra Dehesa Boyal                      | Jerez de la Frontera y Chiclana de la Frontera              | Cádiz               | España   | Carlos Núñez y Juan Pedro Domecq y Díez - Osborne                             | UCTL      | Activa   | [ 86 ]                      |
|                 | Román Sorando                 | 28 de julio de 1985      | Navalentisco                                           | Villanueva de la Reina                                      | Jaén                | España   | Juan Pedro Domecq y Díez                                                      | UCTL      | Activa   | [ 87 ]                      |
|                 | Salvador Domecq               | 20 de julio de 2008      | El Torero Cobos Bajos                                  | Vejer de la Frontera y Arcos de la Frontera                 | Cádiz               | España   | Toros de El Torero                                                            | UCTL      | Activa   | [ 88 ]                      |
|                 | Sánchez-Arjona                | 12 de abril de 1952      | El Collado                                             | Aldehuela de Yeltes                                         | Salamanca           | España   | Juan Pedro Domecq Solís                                                       | UCTL      | Activa   | [ 89 ]                      |
|                 | Santiago Domecq               | 9 de abril de 1961       | Garcisobaco                                            | Jerez de la Frontera                                        | Cádiz               | España   | Juan Pedro Domecq y Díez, Carlos Núñez y Torrestrella                         | UCTL      | Activa   | [ 90 ]                      |
|                 | Soto de la Fuente             | 14 de octubre de 1888    | El Roque Cantalobos                                    | Las Pajanosas y Guillena                                    | Sevilla             | España   | Juan Pedro Domecq y Díez                                                      | UCTL      | Activa   | [ 91 ]                      |
|                 | Toros de Cortés               | 6 de mayo de 2007        | Cacunanes                                              | Guadalix de la Sierra                                       | Madrid              | España   | Victoriano del Río                                                            | UCTL      | Activa   | [ 92 ]                      |
|                 | Torrealta                     | 10 de mayo de 1986       | El Toñanejo La Escorbaina El Bercial Las Pilas         | Medina Sidonia                                              | Cádiz               | España   | Maribel Ybarra, Jandilla y Torrestrella                                       | UCTL      | Activa   | [ 93 ]                      |
|                 | Torregrande                   | Sin antigüedad           | El Baldío                                              | Bodonal de la Sierra                                        | Badajoz             | España   | Vacas de El Torero y sementales de Guadaira                                   | ANGL      | Activa   |                             |
|                 | Vegahermosa                   | Sin antigüedad           | Los Quintos                                            | Llerena                                                     |                     | España   | Jandilla                                                                      | UCTL      | Activa   | [ 94 ]                      |
|                 | Vellosino                     | 28 de septiembre de 1947 | Vellosino                                              | Campo de Ledesma                                            | Salamanca           | España   | Manuel San Román de Valdés                                                    | UCTL      | Activa   | [ 95 ]                      |
|                 | Victoriano del Río            | 12 de julio de 1942      | El Palomar Monte San Martín                            | Guadalix de la Sierra y Mayorga                             | Madrid y Valladolid | España   | Juan Pedro Domecq y Díez                                                      | UCTL      | Activa   | [ 96 ]                      |
|                 | Virgen María                  | 20 de marzo de 2010      | Dehesa El Serrano                                      | Guillena                                                    | Sevilla             | España   | Daniel Ruiz, Jandilla, Victoriano del Río y Marqués de Domecq                 | UCTL      | Activa   | [ 97 ]                      |
|                 | Zalduendo                     | 14 de julio de 1817      | Moheda de Zalduendo                                    | Aliseda                                                     | Cáceres             | España   | Jandilla                                                                      | UCTL      | Activa   | [ 98 ]                      |